# Masakazu Kōda
Masakazu Kōda (jap. 幸田 将和, Kōda Masakazu; * 12. September 1969 in der Präfektur Ehime) ist ein ehemaliger japanischer Fußballspieler.

## Karriere
Kōda erlernte das Fußballspielen in der Schulmannschaft der Minamiuwa High School. Seinen ersten Vertrag unterschrieb er 1988 bei Mazda. Der Verein spielte in der zweithöchsten Liga des Landes, der Japan Soccer League Division 2. 1990/91 wurde er mit dem Verein Vizemeister der Division 2 und stieg in die Division 1 auf. Mit Gründung der Profiliga J.League 1992 und der damit verbundenen Neuorganisation des japanischen Fußballs wurde der Mazda zu Sanfrecce Hiroshima. 1995 wechselte er zum Zweitligisten Vissel Kōbe. 1996 wurde er mit dem Verein Vizemeister der Japan Football League und stieg in die J1 League auf. Für den Verein absolvierte er 95 Spiele. 1999 wechselte er zum Drittligisten Yokohama FC. 1999 und 2000 wurde er mit dem Verein Meister der Japan Football League und stieg in die J2 League auf. Für den Verein absolvierte er 46 Spiele. 2002 wechselte er zum Drittligisten Ehime FC. Ende 2003 beendete er seine Karriere als Fußballspieler.

## Erfolge
Sanfrecce Hiroshima
- J1 League

Vizemeister: 1994